# Fall in Line
"Fall in Line" é uma canção da cantora norte-americana Christina Aguilera, com a participação da cantora norte-americana Demi Lovato. Aguilera escreveu a música com Jonny Simpson, Mark Williams, Audra Mae, Raul Cubina e seu produtor Jon Bellion. Foi lançado pela gravadora RCA Records em 16 de maio de 2018, como o segundo single do seu oitavo álbum de estúdio, Liberation.

## Divulgação
A primeira apresentação que Aguilera realizou de "Fall in line" foi no Carpool Karaoke, um quadro do programa The Late Late Show with James Corden, lançado no canal oficial do programa no YouTube em 16 de maio. As duas cantoras performaram a canção no Billboard Music Awards de 2018.

## Vídeo musical
No dia 16 de maio, Aguilera lançou em seu canal oficial no YouTube o lyric video da canção. O vídeo clipe oficial, dirigido pelo Luke Gilford, foi lançado em 23 de maio.

## Faixas e formatos
| Downalod digital / Streaming |                                  |         |  |
| N.º                          | Título                           | Duração |  |
| 1.                           | "Fall in Line" (com Demi Lovato) | 4:06    |  |

## Desempenho
| Tabela musical (2018)                           | Melhor posição |
| ----------------------------------------------- | -------------- |
| Canadá (Canadian Hot 100)                       | 97             |
| Escócia (Scottish Singles Chart)                | 11             |
| Espanha (Digital Singles Top 50)                | 21             |
| Estados Unidos (Bubbling Under Hot 100 Singles) | 1              |
| França (Singles Top 200)                        | 4              |
| Grécia (Digital Singles Chart)                  | 7              |
| Hungria (Single Top 40)                         | 5              |
| Portugal (Portuguese Singles Chart)             | 2              |
| Reino Unido (UK Singles Chart)                  | 6              |
| Suíça (Schweizer Hitparade)                     | 13             |

## Histórico de lançamento
| País           | Data                | Formato(s)                 | Gravadora | Ref.   |
| -------------- | ------------------- | -------------------------- | --------- | ------ |
| Mundo          | 16 de maio de 2018  | Download digital streaming | RCA       | [ 17 ] |
| Itália         | 16 de maio de 2018  | Contemporary hit radio     | Sony      | [ 18 ] |
| Estados Unidos | 28 de maio de 2018  | Hot adult contemporary     | RCA       | [ 19 ] |
| Estados Unidos | 19 de junho de 2018 | Contemporary hit radio     | RCA       | [ 20 ] |